# Allegoria di primavera
Allegoria di primavera è il secondo cortometraggio di Carlo Verdone del 1971. Insieme agli altri due cortometraggi di Verdone, Poesia solare (1969) e Elegia notturna (1973), Allegoria di primavera è stato smarrito negli archivi Rai dopo che il regista romano aveva affidato le pellicole all'emittente nazionale per uno speciale a lui dedicato.

## Trama
Allegoria di primavera è un poemetto visivo girato in un bosco. Racconta il susseguirsi delle stagioni attraverso una serie di dettagli; è stato girato in un arco di tempo di svariati mesi.

## Produzione
Girato in Super8 millimetri, questo cortometraggio aveva come tema la rappresentazione cromatica del passaggio delle quattro stagioni dell'anno. Come nel caso del precedente Poesia solare e del successivo Elegia notturna, anche questo lavoro è un omaggio del regista romano alle proiezioni di film underground a cui assisteva presso il Filmstudio di Roma, dove, da giovane cinefilo, passava gran parte del tempo.